# Lipnica Mała

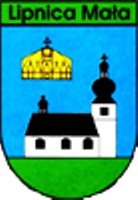
Nieoficjalny herb wsi Lipnica Mała

Lipnica Mała (węg. Felső-Lipnicza) – wieś w Polsce położona w województwie małopolskim, w powiecie nowotarskim, w gminie Jabłonka.
W latach 1954–1972 wieś należała i była siedzibą władz gromady Lipnica Mała. W latach 1975–1998 miejscowość administracyjnie należała do województwa nowosądeckiego.

## Położenie
Wieś leży niedaleko Babiej Góry, na terenie Orawy. Założona została na prawie wołoskim w roku 1608 przez sołtysa Jana Krala. We wsi swoją siedzibę ma parafia św. Stefana, która została założona w 1919 roku. W Lipnicy oglądać można przykłady dawnego budownictwa orawskiego.
Przez wieś prowadzi zielony szlak turystyczny na Babią Górę.
W miejscowości od 2008 roku odbywa się corocznie Małolipnicke Grzybobranie. Celem imprezy jest promocja kultury górali orawskich po polskiej i słowackiej stronie granicy. Podczas imprezy występują zespoły muzyczne z obu stron granicy, oraz prezentowane są potrawy regionalne.

## Historia
Przełom wieków XVI i XVII był okresem intensywnej kolonizacji Górnej Orawy, prowadzonej przez właścicieli „państwa orawskiego”. Skutkiem tego w tym regionie powstało szereg nowych wsi. Jedną z nich była Lipnica Wyżna, Górna lub jak później przyjęło Mała.
Historia tej orawskiej wsi rozpoczęła się w roku 1608 od umowy między sołtysem (pierwszymi osadnikami), a panem Zamku Orawskiego Jerzym Thurzo. Jednak w związku z bardzo trudnymi warunkami naturalnymi (pierwotna puszcza pod Babią Góra) zagospodarowanie tego terenu przebiegało powoli i przywilej lokacyjny dla wsi został wydany dopiero w 1618 przez Elżbietę Czabor i Emryka Thurzo. Zasadźcą, czyli pierwszym sołtysem był Jan Kral wraz z pięcioma wołoskimi osadnikami. Lokacja Lipnicy Małej, tak jak i innych wsi na Górnej Orawie, odbyła się na prawie wołoskim. Gwarantowało ono długą „wolniznę” czyli zawieszenie wszelkich świadczeń na określony czas względem właściciela. W Lipnicy Małej okres ten trwał bardzo długo, bo aż 17 lat. Sprzyjało to napływowi nowych osadników (głównie Wołochów, Polaków, Słowaków) i rozwojowi wsi.
Gwałtowny wzrost ludności miał także negatywne skutki, ponieważ spowodował wzrost powinności poddańczych, po zakończeniu „wolnizny”. Były one dość uciążliwe, szczególnie dla sołtysów, którzy z racji sprawowanej funkcji i posiadanej ziemi ponosili największe koszty na rzecz Zamku Orawskiego. Niemniej jednak mieszkańcom Lipnicy Małej i całej Górnej Orawy powodziło się nieźle jak na ówczesne czasy.
Sytuacja zmieniła się całkowicie w połowie XVII w., wraz z rozpoczęciem wojen religijnych. Dochodzi wówczas do bratobójczych walk między ludnością Orawy. Większość Górnoorawian razem z sołtysami opowiedziała się za katolicyzmem. Jedynie sołtys Lipnicy Małej Stanisław Kral sprzyjał protestanckim właścicielom Zamku Orawskiego.
Walki religijne, a potem niszczycielski przemarsz wojsk litewskich spieszących pod Wiedeń doprowadziły do dużych zniszczeń i wyludnienia wielu orawskich wsi, w tym także Lipnicy Małej. Andrej Kawuljak podaje, że wskutek wojen w XVII w. liczba ludności Orawy zmniejszyła się o około 70 procent.
Wiek XVIII przyniósł Lipnicy Małej i Orawie ponowny wzrost zaludnienia jak i też bezsprzeczne zwycięstwo katolicyzmu w tym regionie. Na Górnej Orawie istniała wtedy jedna parafia katolicka w Orawce, ale w krótkim czasie powstały nowe, między innymi w Jabłonce i Lipnicy Wielkiej. Lipnica Mała do 1919 r. podlegała parafii w Lipnicy Wielkiej. Własnej parafii Małolipnicznie doczekali się dopiero w roku 1919, a jej pierwszym proboszczem został ks. Marcin Jabłoński. Sam budynek kościoła powstał dużo wcześniej bo w połowie XIX w., w wyniku rozbudowy kaplicy pochodzącej z 1800 r. Patronem został król Węgier św. Stefan, którego kult na nowo odżył pod koniec XVIII w., po odnalezieniu jego relikwii w Dubrowniku.
W Lipnicy Małej w XIX w. spotykamy te same problemy, jakie wystąpiły na całej Górnej Orawie. Ziemia orawska była niezbyt urodzajna, a klimat nie sprzyjał uprawie roli, z której żyła większość mieszkańców. Hodowla, drobne rzemiosło i dorywcze prace na budowach nie zmieniły tej niekorzystnej sytuacji. Nastąpiło przeludnienie, pojawiły się epidemie chorób (szczególnie cholera) i głód. W związku z tym wielu mieszkańców udało się „za chlebem”, początkowo na Węgry, a później do Ameryki. Największa fala emigracji miała miejsce w latach 1880–1914. Z powodu emigracji i strat podczas I wojny światowej ludność wszystkich wsi orawskich spadła o 20 procent.
Od czasu swego powstania, aż do roku 1918 wieś była częścią Królestwa Węgier. Po I wojnie światowej, 5 listopada 1918 r., wieś została przyłączona do Polski. 28 listopada 1918 r. Dekretem Tymczasowego Naczelnika Państwa Józefa Piłsudskiego, przyjętym przez rząd ludowy Jędrzeja Moraczewskiego zarządzone zostały tu wybory powszechne do Sejmu Ustawodawczego na dzień 26 stycznia 1919 r. Przynależność do Polski potwierdziło 31 grudnia 1918 r. polsko-czechosłowackie porozumienie zawarte w Chyżnem wyznaczające przebieg tymczasowej granicy wprost od Babiej Góry do Tatr. Jednakże 13 stycznia 1919 r. na skutek sfingowanego rozkazu naczelnego wodza Sił Sprzymierzonych gen. Ferdynanda Focha, Wojsko Polskie otrzymało nakaz wycofania się z tego terenu i w jego miejsce wkroczyło wojsko czechosłowackie. 27 września 1919 r. Rada Ambasadorów zapowiedziała przeprowadzenie tu plebiscytu, i wiosną 1920 r. teren plebiscytowy (całość Górnej Orawy) znalazł się pod kontrolą Międzysojuszniczej Komisji Rządzącej i Plebiscytowej, ale do plebiscytu nie doszło. Decyzją Rady Ambasadorów z 28 lipca 1920 r. wieś powróciła w granice państwa polskiego.
Od 21 listopada 1939 r. do początku 1945 była okupowana przez Słowacje.
W okresie międzywojennym sytuacja ludności na tym terenie nie zmieniła się znacząco, przeważała gospodarka rolno-hodowlana, a inne źródła utrzymania dotyczyły prac sezonowych, głównie budowlanych. Oprócz tego Orawa znana była z tkactwa, choć w początkach XX w. nie odgrywało ono już tak wielkiej roli jak wcześniej.

## Kultura
We wsi jest używana gwara orawska, zaliczana przez polskich językoznawców jako gwara dialektu małopolskiego języka polskiego, przez słowackich zaś jako gwara przejściowa polsko-słowacka.